# Vägspärr

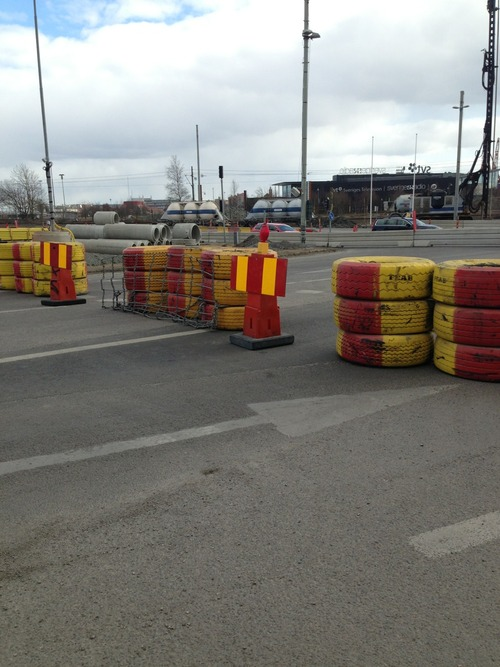
Vägspärr vid vägarbeten på Hisingen, 2013

Vägspärr är en, oftast tillfällig, avspärrning av en väg. Detta kan till exempel göras vid vägarbeten, biljakter, inpasseringskontroller och under en väpnad konflikt.
Vägspärrar kan göras antingen symboliskt eller med fasta hinder. Det förra inkluderar till exempel koner och ljusanordningar, medan det sistnämnda kan vara i form av betongblock, tjeckiska igelkottar eller spikmattor.